# Agrochola haematidea
Agrochola haematidea là một loài bướm đêm trong họ Noctuidae.